# Kanton Agon-Coutainville
Der Kanton Agon-Coutainville ist seit 2015 ein französischer Wahlkreis im Arrondissement Coutances, im Département Manche und in der Region Normandie; sein Hauptort ist Agon-Coutainville.

## Gemeinden
Der Kanton besteht aus 20 Gemeinden mit insgesamt 18.915 Einwohnern (Stand: 1. Januar 2022) auf einer Gesamtfläche von 288,08 km²:
| Gemeinde                 | Einwohner 1. Januar 2022 | Fläche km² | Dichte Einw./km² | Code INSEE | Postleitzahl |
| ------------------------ | ------------------------ | ---------- | ---------------- | ---------- | ------------ |
| Agon-Coutainville        | 3.013                    | 12,35      | 244              | 50003      | 50230        |
| Auxais                   | 173                      | 7,76       | 22               | 50024      | 50500        |
| Blainville-sur-Mer       | 1.604                    | 11,60      | 138              | 50058      | 50560        |
| Feugères                 | 353                      | 8,31       | 42               | 50181      | 50190        |
| Geffosses                | 498                      | 15,07      | 33               | 50198      | 50560        |
| Gonfreville              | 162                      | 9,04       | 18               | 50208      | 50190        |
| Gorges                   | 347                      | 22,67      | 15               | 50210      | 50190        |
| Gouville-sur-Mer         | 3.266                    | 34,55      | 95               | 50215      | 50200, 50560 |
| Hauteville-la-Guichard   | 452                      | 11,98      | 38               | 50232      | 50570        |
| Marchésieux              | 684                      | 19,89      | 34               | 50289      | 50190        |
| Montcuit                 | 185                      | 4,79       | 39               | 50340      | 50490        |
| Muneville-le-Bingard     | 730                      | 19,81      | 37               | 50364      | 50490        |
| Nay                      | 68                       | 2,51       | 27               | 50368      | 50190        |
| Périers                  | 2.355                    | 14,62      | 161              | 50394      | 50190        |
| Raids                    | 208                      | 6,80       | 31               | 50422      | 50500        |
| Saint-Germain-sur-Sèves  | 174                      | 8,19       | 21               | 50482      | 50190        |
| Saint-Malo-de-la-Lande   | 462                      | 4,01       | 115              | 50506      | 50200        |
| Saint-Martin-d’Aubigny   | 606                      | 15,16      | 40               | 50510      | 50510        |
| Saint-Sauveur-Villages   | 3.250                    | 53,70      | 61               | 50550      | 50200, 50490 |
| Saint-Sébastien-de-Raids | 325                      | 5,27       | 62               | 50552      | 50190        |
| Kanton Agon-Coutainville | 18.915                   | 288,08     | 66               | 5001       | –            |

## Veränderungen im Gemeindebestand seit 2016
2019:
- Fusion Anneville-sur-Mer, Gouville-sur-Mer, Montsurvent und Servigny (Kanton Coutances) → Gouville-sur-Mer
- Fusion Ancteville (Kanton Coutance), La Ronde-Haye, Le Mesnilbus, Saint-Aubin-du-Perron, Saint-Michel-de-la-Pierre, Saint-Sauveur-Lendelin und Vaudrimesnil → Saint-Sauveur-Villages

2016:
- Fusion Boisroger und Gouville-sur-Mer → Gouville-sur-Mer